# Bobliwo
Bobliwo – wieś w Polsce położona w województwie lubelskim, w powiecie krasnostawskim, w gminie Izbica.
W latach 1975–1998 miejscowość administracyjnie należała do województwa zamojskiego.
W Bobliwie znajduje się najdłuższy stok narciarski na Lubelszczyźnie o długości 650 m i różnicy poziomów 70 m.
Wieś stanowi sołectwo gminy Izbica. Według Narodowego Spisu Powszechnego (III 2011 r.) wieś liczyła 175 mieszkańców. 
Wierni Kościoła rzymskokatolickiego należą do parafii św. Zofii w Tarnogórze.